# (14014) Münchhausen
14014 Munchhausen (1994 AL16) – planetoida z pasa głównego asteroid okrążająca Słońce w ciągu 5,35 lat w średniej odległości 3,06 j.a. Odkryta 14 stycznia 1994 roku.